# Anna Smithová (tenistka)
Anna Smithová (* 14. srpna 1988 Redhill, Surrey) je britská profesionální tenistka. Ve své dosavadní kariéře na okruhu WTA Tour vyhrála jeden deblový turnaj. V rámci okruhu ITF získala do října 2017 pět titulů ve dvouhře a dvacet osm ve čtyřhře.
Na žebříčku WTA byla ve dvouhře nejvýše klasifikována v srpnu 2010 na 262. místě a ve čtyřhře pak v srpnu 2017 na 53. místě.
V britském fedcupovém týmu debutovala v roce 2015 základním blokem 1. skupiny zóny Evropy a Afriky proti Lichtenštejnsku, v němž vyhrála s Jocelyn Raeovou čtyřhru nad párem Stephanie Vogtová a Kathinka von Deichmannová. Britky zvítězily 3:0 na zápasy. Do roku 2018 v soutěži nastoupila k pěti mezistátním utkáním s bilancí 0–0 ve dvouhře a 4–1 ve čtyřhře.

## Tenisová kariéra
V rámci hlavních soutěží událostí okruhu ITF debutovala v říjnu 2004, když na turnaji v anglickém Boltonu s dotací 10 tisíc dolarů postoupila z kvalifikace. V úvodním kole podlehla krajance Elizabeth Thomasové. Premiérový singlový titul v této úrovni tenisu vybojovala v září 2006 na nottinghamském turnaji s rozpočtem deset tisíc dolarů. Ve finále přehrála krajanku Georgii Gentovou po dvousetovém průběhu.
V kvalifikaci okruhu WTA Tour debutovala na červnovém DFS Classic 2007 v Birminghamu. V prvním kvalifikačním duelu však podlehla čínské tenistce Jen C’ a v následujícím ročníku birminghamské travnaté události 2008 opět nezvládla úvodní zápas s Indkou Sunithou Raovou. Do hlavní soutěže túry WTA pak poprvé zasáhla v ženské čtyřhře Wimbledonu 2008, do níž postoupily s Britkou Georgií Stoopovou jako šťastný poražený pár z kvalifikace. V úvodní fázi je vyřadila španělska dvojice Nuria Llagosteraová Vivesová a María José Martínezová Sánchezová.
Premiérové finále na okruhu WTA Tour odehrála na červencovém Swedish Open 2014 v Båstadu, když ve finále čtyřhry se stabilní britskou spoluhráčkou Jocelyn Raeovou podlehly slovinsko-španělskému páru Andreja Klepačová a María Teresa Torrová Florová. Jako poražené finalistky odešly také z AEGON Open Nottingham 2015 a tokijského Japan Women's Open 2016.
Debutový titul na okruhu WTA Tour vybojovala s Američankou českého původu Nicole Melicharovou ve čtyřhře Nürnberger Versicherungscupu 2017, odehrávajícího se v Norimberku. V závěrečném duelu zdolaly švédsko-belgickou dvojici Johanna Larssonová a Kirsten Flipkensová až v rozhodujícím supertiebreaku.
Do třetího kola ženského debla nejvyšší grandslamové kategorie postoupila na Australian Open 2016, když s Raeovou nestačily na tchajwanský sesterský pár a druhé nasazené Chao-čching a Jung-žan Čanovy.

## Finále na okruhu WTA Tour

### WTA Tour
| Legenda                           |
| --------------------------------- |
| D – dvouhra; Č – čtyřhra          |
| Grand Slam (0)                    |
| WTA Tour Championships (0)        |
| Premier Mandatory & Premier 5 (0) |
| Premier (0–1 Č)                   |
| International (1–3 Č)             |

#### Čtyřhra: 5 (1–4)
| Stav       | č. | datum             | turnaj                         | povrch | spoluhráčka        | soupeřky ve finále                           | výsledek         |
| ---------- | -- | ----------------- | ------------------------------ | ------ | ------------------ | -------------------------------------------- | ---------------- |
| Finalistka | 1. | 20. července 2014 | Båstad, Švédsko                | antuka | Jocelyn Raeová     | Andreja Klepačová María Teresa Torró Florová | 1–6, 1–6         |
| Finalistka | 2. | 14. června 2015   | Nottingham, Spojené království | tráva  | Jocelyn Raeová     | Raquel Kops-Jonesová Abigail Spearsová       | 6–3, 3–6, [9–11] |
| Finalistka | 3. | 16. září 2016     | Tokio, Japonsko                | tvrdý  | Jocelyn Raeová     | Šúko Aojamová Makoto Ninomijová              | 3–6, 3–6         |
| Vítězka    | 1. | 27. května 2017   | Norimberk, Německo             | antuka | Nicole Melicharová | Kirsten Flipkensová Johanna Larssonová       | 3–6, 6–3, [11–9] |
| Finalistka | 4. | 20. října 2017    | Moskva, Rusko                  | tvrdý  | Nicole Melicharová | Andrea Hlaváčková Tímea Babosová             | 2–6, 6–3, [3–10] |

### Série WTA 125
| Legenda                  |
| ------------------------ |
| D – dvouhra; Č – čtyřhra |
| WTA 125 (0–1 Č)          |

#### Čtyřhra: 1 (0–1)
| Stav       | č. | datum              | turnaj           | povrch    | spoluhráčka     | soupeřky ve finále                | výsledek |
| ---------- | -- | ------------------ | ---------------- | --------- | --------------- | --------------------------------- | -------- |
| Finalistka | 8. | 14. listopadu 2016 | Limoges, Francie | tvrdý (h) | Renata Voráčová | Mandy Minellaová Elise Mertensová | 4–6, 4–6 |

## Finále na okruhu ITF
| Dotace turnajů okruhu ITF | Dotace turnajů okruhu ITF |
| ------------------------- | ------------------------- |
| 100 000 $ tournaments     | 80 000 $ tournaments      |
| 75 000 $ tournaments      | 60 000 $ tournaments      |
| 50 000 $ tournaments      | 25 000 $ tournaments      |
| 15 000 $ tournaments      | 10 000 $ tournaments      |

### Dvouhra: 10 (5–5)
| Stav       | č. | datum              | turnaj                           | povrch    | soupeřka ve finále   | výsledek      |
| ---------- | -- | ------------------ | -------------------------------- | --------- | -------------------- | ------------- |
| Finalistka | 1. | 1. srpna 2006      | Ilkley, Spojené království       | tráva     | Anna Fitzpatricková  | 4–6, 3–6      |
| Vítězka    | 1. | 19. září 2006      | Nottingham, Spojené království   | tvrdý     | Georgie Gentová      | 6–1, 6–4      |
| Finalistka | 2. | 6. března 2007     | Hamilton, Nový Zéland            | tvrdý     | Erika Semová         | 3–6, 5–7      |
| Finalistka | 3. | 18. září 2007      | Nottingham, Spojené království   | tvrdý     | Pauline Wongová      | 5–7, 2–6      |
| Vítězka    | 2. | 12. srpna 2008     | Cumberland, Spojené království   | tvrdý     | Rebecca Marinová     | 6–3, 3–6, 7–5 |
| Vítězka    | 3. | 7. července 2009   | Felixstowe, Spojené království   | tráva     | Tímea Babosová       | 7–5, 3–6, 6–4 |
| Finalistka | 4. | 24. března 2010    | Jersey, Spojené království       | tvrdý (h) | Johanna Larssonová   | 2–6, 3–6      |
| Finalistka | 5. | 29. dubna 2013     | Edinburgh, Spojené království    | antuka    | Laetitia Sarrazinová | 5–7, 7–6, 2–6 |
| Vítězka    | 4. | 10. listopadu 2013 | Loughborough, Spojené království | tvrdý (h) | Klaartje Liebensová  | 6–3, 7–5      |
| Vítězka    | 5. | 17. března 2014    | Iraklio, Řecko                   | tvrdý     | Xenia Knollová       | 6–1, 6–3      |

### Čtyřhra (28 titulů)
| č.  | datum              | turnaj                           | povrch    | spoluhráčka          | poražené finalistky                           | výsledek              |
| --- | ------------------ | -------------------------------- | --------- | -------------------- | --------------------------------------------- | --------------------- |
| 1.  | 3. srpna 2005      | Wrexham, Spojené království      | tvrdý     | Rebecca Llewellynová | Rušmi Čakravartiová Paula Maramová            | 6–3, 7–5              |
| 2.  | 8. listopadu 2006  | Redbridge, Spojené království    | tvrdý (h) | Anna Hawkinsová      | Holly Richardsová Elizabeth Thomasová         | 6–3, 6–3              |
| 3.  | 23. srpna 2007     | Cumberland, Spojené království   | tvrdý     | Martina Babáková     | Anna Hawkinsová Karen Patersonová             | 6–2, 6–3              |
| 4.  | 16. ledna 2008     | Sunderland, Spojené království   | tvrdý (h) | Johanna Larssonová   | Martina Babáková Iveta Gerlová                | 6–1, 3–6, [10–3]      |
| 5.  | 12. února 2008     | Stockholm, Švédsko               | tvrdý (h) | Johanna Larssonová   | Neda Kozićová Ivana Lisjaková                 | 6–0, 7–5              |
| 6.  | 23. září 2008      | Shrewsbury, Spojené království   | tvrdý (h) | Johanna Larssonová   | Sarah Borwellová Courtney Nagleová            | 7–6(8–6), 6–4         |
| 7.  | 7. října 2009      | Barnstaple, Spojené království   | tvrdý (h) | Johanna Larssonová   | Kelly Andersonová Emma Laineová               | 7–5, 6–4              |
| 8.  | 13. ledna 2010     | Glasgow, Spojené království      | Hard (i)  | Victoria Larrièreová | Nicole Clericová Liana-Gabriela Ungurová      | 6–4, 6–4              |
| 9.  | 25. března 2010    | Jersey, Spojené království       | tvrdý (h) | Maret Aniová         | Jarmila Gajdošová Melanie Southová            | 7–5, 6–4              |
| 10. | 6. července 2010   | Valladolid, Španělsko            | tvrdý     | Melanie Klaffnerová  | Year Campos-Molinová Leticia Costas-Moreirová | 6–3, 2–6, [10–7]      |
| 11. | 27. července 2010  | Vigo, Spojené království         | Hard      | Anaïs Laurendonová   | Sofia Kvacabajová Justine Ozgaová             | 6–3, 6–1              |
| 12. | 1. listopadu 2010  | Nantes, Francie                  | tvrdý (h) | Anne Keothavongová   | Mervana Jugićová-Salkićová Darija Juraková    | 5–7, 6–1, [10–6]      |
| 13. | 29. července 2013  | Nottingham, Spojené království   | tvrdý     | Melanie Southová     | Daneika Borthwicková Anna Fitzpatricková      | 6–4, 6–2              |
| 14. | 9. listopadu 2013  | Loughborough, Spojené království | tvrdý (h) | Jocelyn Raeová       | Francesca Palmigianová Camilla Rosatellová    | 6–0, 4–6, [10–3]      |
| 15. | 15. listopadu 2013 | Manchester, Spojené království   | tvrdý (h) | Jocelyn Raeová       | Eva Wacannová Julia Wachaczyková              | 6–1, 6–4              |
| 16. | 13. prosince 2013  | Nová Bombaj, Indie               | tvrdý     | Jocelyn Raeová       | Oxana Kalašnikovová Diāna Marcinkēvičová      | 6–4, 7–6(7–5)         |
| 17. | 19. ledna 2014     | Glasgow, Spojené království      | tvrdý (h) | Jocelyn Raeová       | Martina Borecká Tereza Malíková               | 4–6, 6–2, [10–4]      |
| 18. | 26. ledna 2014     | Sunderland, Spojené království   | tvrdý (h) | Jocelyn Raeová       | Ágnes Buktová Viktorija Tomovová              | 6–1, 6–1              |
| 19. | 23. února 2014     | Nottingham, Spojené království   | tvrdý (h) | Jocelyn Raeová       | Naomi Broadyová Renata Voráčová               | 7–6(8–6), 6–4         |
| 20. | 31. března 2014    | Edgbaston, Spojené království    | tvrdý (h) | Jocelyn Raeová       | Magda Linetteová Amra Sadikovićová            | 3–6, 7–5, [10–4]      |
| 21. | 8. června 2014     | Nottingham, Spojené království   | tráva     | Jocelyn Raeová       | Sharon Fichmanová Maria Sanchezová            | 7–6(7–5), 4–6, [10–5] |
| 22. | 26. července 2014  | Lexington, Spojené státy         | tvrdý     | Jocelyn Raeová       | Šúko Aojamová Keri Wongová                    | 6–4 6–4               |
| 23. | 1. února 2015      | Sunderland, Spojené království   | tvrdý (h) | Jocelyn Raeová       | Justyna Jegiołková Cornelia Listerová         | 6–3, 6–1              |
| 24. | 4. dubna 2015      | Croissy-Beaubourg, Francie       | tvrdý (h) | Jocelyn Raeová       | Julie Coinová Mathilde Johanssonová           | 7–6(5) 7–6(2)         |
| 25. | 2. dubna 2016      | Croissy-Beaubourg, Francie       | tvrdý (h) | Jocelyn Raeová       | Lenka Kunčíková Karolína Stuchlá              | 6–4, 6–1              |
| 26. | 3. září 2016       | Kuej-jang, ČLR                   | tvrdý (h) | Jocelyn Raeová       | Wej Čan-lan Čao Čchien-čchien                 | 6–4, 3–6, [10–5]      |
| 27. | 11. listopadu 2016 | Bratislava, Slovensko            | tvrdý (h) | Jocelyn Raeová       | Quirine Lemoineová Eva Wacannová              | 6–3, 6–2              |
| 28. | 4. února 2017      | Glasgow, Spojené království      | tvrdý (h) | Jocelyn Raeová       | Laura-Ioana Andreiová Petra Krejsová          | 6–3, 6–2              |